# Wartość przeniesiona
Wartość przeniesiona – pojęcie ekonomiczne oznaczające tę część wartości wytworzonego produktu, która odpowiada wartości nabytych z zewnątrz i zużytych w procesie produkcji surowców, materiałów czy półproduktów.